# Nuoto ai Giochi della XXXII Olimpiade - 200 metri farfalla maschili
La gara di nuoto dei 200 metri farfalla maschili dei Giochi della XXXII Olimpiade di Tokyo è stata disputata tra il 26 e il 28 luglio 2021 presso il Tokyo Aquatics Centre. Hanno partecipato 38 atleti provenienti da 30 diverse nazioni.
La competizione è stata vinta dal nuotatore ungherese Kristóf Milák, mentre l'argento e il bronzo sono andati rispettivamente al giapponese Tomoru Honda e all'italiano Federico Burdisso.

## Record
Prima della competizione il record del mondo e il record olimpico erano i seguenti:
| Record mondiale | 1'50"73 | Kristóf Milák Ungheria     | 24 luglio 2019 Gwangju, Corea del Sud |
| Record olimpico | 1'52"03 | Michael Phelps Stati Uniti | 13 agosto 2008 Pechino, Cina          |

Durante la competizione è stato stabilito il seguente record:
| Data      | Evento | Atleta        | Nazione  | Tempo   | Record          |
| --------- | ------ | ------------- | -------- | ------- | --------------- |
| 28 luglio | Finale | Kristóf Milák | Ungheria | 1'51"25 | Record olimpico |

## Programma
| Data           | Ora (UTC+9) | Turno      |
| -------------- | ----------- | ---------- |
| 26 luglio 2021 | 19:17       | Batterie   |
| 27 luglio 2021 | 11:35       | Semifinali |
| 28 luglio 2021 | 10:49       | Finale     |

## Risultati

### Batterie
| Pos. | Batteria | Corsia | Atleta                | Nazionalità   | Tempo   | Note             |
| ---- | -------- | ------ | --------------------- | ------------- | ------- | ---------------- |
| 1    | 5        | 4      | Kristóf Milák         | Ungheria      | 1'53"58 | Q                |
| 2    | 4        | 3      | Wang Kuan-hung        | Taipei cinese | 1'54"44 | Q,               |
| 3    | 5        | 7      | Leonardo de Deus      | Brasile       | 1'54"83 | Q                |
| 4    | 4        | 6      | Zach Harting          | Stati Uniti   | 1'54"92 | Q                |
| 5    | 3        | 6      | Noè Ponti             | Svizzera      | 1'55"05 | Q,               |
| 6    | 5        | 3      | Tomoru Honda          | Giappone      | 1'55"10 | Q                |
| 7    | 4        | 5      | Federico Burdisso     | Italia        | 1'55"14 | Q                |
| 8    | 3        | 4      | Tamás Kenderesi       | Ungheria      | 1'55"18 | Q                |
| 9    | 4        | 4      | Daiya Seto            | Giappone      | 1'55"26 | Q                |
| 10   | 3        | 1      | Giacomo Carini        | Italia        | 1'55"33 | Q                |
| 11   | 3        | 2      | Gunnar Bentz          | Stati Uniti   | 1'55"46 | Q                |
| 12   | 4        | 7      | Aleksandr Kudashev    | ROC           | 1'55"54 | Q                |
| 13   | 5        | 1      | Krzysztof Chmielewski | Polonia       | 1'55"77 | Q                |
| 14   | 4        | 1      | Louis Croenen         | Belgio        | 1'55"78 | Q                |
| 15   | 3        | 7      | Léon Marchand         | Francia       | 1'55"85 | Q                |
| 16   | 5        | 5      | Chad le Clos          | Sudafrica     | 1'55"96 | Q                |
| 17   | 5        | 6      | David Thomasberger    | Germania      | 1'56"04 |                  |
| 18   | 5        | 2      | Matthew Temple        | Australia     | 1'56"25 |                  |
| 19   | 2        | 1      | Tomoe Hvas            | Norvegia      | 1'56"30 | Record nazionale |
| 20   | 3        | 5      | Antani Ivanov         | Bulgaria      | 1'56"36 |                  |
| 21   | 3        | 3      | Denys Kesyl           | Ucraina       | 1'56"37 |                  |
| 22   | 2        | 6      | Quah Zheng Wen        | Singapore     | 1'56"42 |                  |
| 23   | 2        | 3      | Brendan Hyland        | Irlanda       | 1'57"09 |                  |
| 24   | 2        | 4      | Sajan Prakash         | India         | 1'57"22 |                  |
| 25   | 2        | 2      | Kregor Zirk           | Estonia       | 1'57"26 |                  |
| 26   | 2        | 7      | Alexei Sancov         | Moldavia      | 1'57"55 | Record nazionale |
| 27   | 3        | 8      | Jakub Majerski        | Polonia       | 1'57"91 |                  |
| 28   | 4        | 8      | Moon Seung-woo        | Corea del Sud | 1'58"09 |                  |
| 29   | 2        | 5      | Ihor Troianovskyi     | Ucraina       | 1'58"37 |                  |
| 30   | 5        | 8      | Ethan du Preez        | Sudafrica     | 1'58"50 |                  |
| 31   | 2        | 8      | Luis Vega Torres      | Cuba          | 1'59"00 |                  |
| 32   | 1        | 6      | Ayman Kelzi           | Siria         | 1'59"57 | Record nazionale |
| 33   | 1        | 2      | Matin Balsini         | Iran          | 1'59"97 | Record nazionale |
| 34   | 1        | 3      | Keanan Dols           | Giamaica      | 2'00"25 |                  |
| 35   | 4        | 2      | David Morgan          | Australia     | 2'00"27 |                  |
| 36   | 1        | 5      | Navaphat Wongcharoen  | Thailandia    | 2'01"43 |                  |
| 37   | 1        | 4      | Richard Nagy          | Slovacchia    | 2'01"91 |                  |
| 38   | 1        | 7      | Simon Bachmann        | Seychelles    | 2'03"54 |                  |

### Semifinali
| Pos. | Semifinale | Corsia | Atleta                | Nazionalità   | Tempo   | Note |
| ---- | ---------- | ------ | --------------------- | ------------- | ------- | ---- |
| 1    | 2          | 4      | Kristóf Milák         | Ungheria      | 1'52"22 | Q    |
| 2    | 2          | 5      | Leonardo de Deus      | Brasile       | 1'54"97 | Q    |
| 3    | 1          | 8      | Chad le Clos          | Sudafrica     | 1'55"06 | Q    |
| 4    | 2          | 6      | Federico Burdisso     | Italia        | 1'55"11 | Q    |
| 5    | 1          | 6      | Tamás Kenderesi       | Ungheria      | 1'55"17 | Q    |
| 6    | 2          | 7      | Gunnar Bentz          | Stati Uniti   | 1'55"28 | Q    |
| 7    | 2          | 1      | Krzysztof Chmielewski | Polonia       | 1'55"29 | Q    |
| 8    | 1          | 3      | Tomoru Honda          | Giappone      | 1'55"31 | Q    |
| 9    | 1          | 5      | Zach Harting          | Stati Uniti   | 1'55"35 |      |
| 10   | 2          | 3      | Noè Ponti             | Svizzera      | 1'55"37 |      |
| 11   | 2          | 2      | Daiya Seto            | Giappone      | 1'55"50 |      |
| 12   | 1          | 7      | Aleksandr Kudashev    | ROC           | 1'55"51 |      |
| 13   | 1          | 4      | Wang Kuan-hung        | Taipei cinese | 1'55"52 |      |
| 14   | 2          | 8      | Léon Marchand         | Francia       | 1'55"68 |      |
| 15   | 1          | 2      | Giacomo Carini        | Italia        | 1'55"95 |      |
| 16   | 1          | 1      | Louis Croenen         | Belgio        | 1'56"67 |      |

### Finale
| Pos.    | Corsia | Atleta                | Nazionalità | Tempo   | Note            |
| ------- | ------ | --------------------- | ----------- | ------- | --------------- |
| Oro     | 4      | Kristóf Milák         | Ungheria    | 1'51"25 | Record olimpico |
| Argento | 8      | Tomoru Honda          | Giappone    | 1'53"73 |                 |
| Bronzo  | 6      | Federico Burdisso     | Italia      | 1'54"45 |                 |
| 4       | 2      | Tamás Kenderesi       | Ungheria    | 1'54"52 |                 |
| 5       | 3      | Chad le Clos          | Sudafrica   | 1'54"93 |                 |
| 6       | 5      | Leonardo de Deus      | Brasile     | 1'55"19 |                 |
| 7       | 7      | Gunnar Bentz          | Stati Uniti | 1'55"46 |                 |
| 8       | 1      | Krzysztof Chmielewski | Polonia     | 1'55"88 |                 |